# Championnats d'Europe juniors d'athlétisme 1991
Navigation
1989 1993
Les 11es Championnats d'Europe juniors d'athlétisme se sont déroulés à Thessalonique (Grèce), du 8 au 11 août 1991, au Stade Kaftanzoglio.

## Faits marquants
Lors de ces championnats, le triple saut féminin fait son apparition.

## Résultats

### Garçons
| Épreuves                           | Or                                                                                                | Argent                                                                                      | Bronze                                                                                                |
| ---------------------------------- | ------------------------------------------------------------------------------------------------- | ------------------------------------------------------------------------------------------- | --- |
| 100 m (Vent : -0,4 m/s)            | Darren Campbell 10 s 46                                                                           | Konstantin Gromadskiy 10 s 55                                                               | Alessandro Orlandi 10 s 55                                                                            |
| 200 m (Vent : +2,4 m/s)            | Darren Campbell 20 s 61 (w)                                                                       | Oganes Mkrtchyan 21 s 00 (w)                                                                | Gerald Aust 21 s 12 (w)                                                                               |
| 400 m                              | David Grindley 45 s 41                                                                            | Mark Richardson 45 s 53                                                                     | Florian Hennig 46 s 42                                                                                |
| 800 m                              | Curtis Robb 1 min 48 s 23                                                                         | Aleksey Oleynikov 1 min 48 s 63                                                             | Vaclav Hrich 1 min 49 s 19                                                                            |
| 1 500 m                            | Mateo Cañellas 3 min 53 s 11                                                                      | Andrey Bulkovskiy 3 min 53 s 61                                                             | Claus Wittekindt 3 min 53 s 66                                                                        |
| 5 000 m                            | Mark Carroll 14 min 19 s 48                                                                       | Cyrille Ballester 14 min 21 s 33                                                            | Juan Luis Gomez 14 min 21 s 77                                                                        |
| 10 000 m                           | Danilo Goffi 30 min 18 s 62                                                                       | Yuriy Chizhkov 30 min 21 s 97                                                               | Antonio Roman 30 min 54 s 55                                                                          |
| 3 000 mètres steeple               | Georgios Loukaides 8 min 49 s 24                                                                  | Steffen Brandis 8 min 50 s 01                                                               | Jim Svenøy 8 min 50 s 02                                                                              |
| 110 mètres haies (Vent : -0,5 m/s) | Sven Göhler 13 s 95                                                                               | Yevgeniy Pechenkin 14 s 06                                                                  | Claude Edorh 14 s 26                                                                                  |
| 400 mètres haies                   | Aleksandr Belikov 50 s 29                                                                         | Ashraf Saber 51 s 21                                                                        | Daniel Blochwitz 51 s 25                                                                              |
| 10 000 m marche                    | Ilya Markov 41 min 11 s 22                                                                        | Grzegorz Muller 41 min 13 s 00                                                              | Michele Didoni 42 min 16 s 68                                                                         |
| 20 km (course à pied)              | Juan Franc Sanchez 1 h 06 min 19                                                                  | Marco Orsi 1 h 06 min 45                                                                    | Vladimir Radiletskiy 1 h 06 min 53                                                                    |
| Saut en hauteur                    | Steve Smith 2,29 m                                                                                | Sergey Klyugin 2,27 m                                                                       | Petar Malesev 2,25 m                                                                                  |
| Saut à la perche                   | Gérald Baudouin 5,50 m                                                                            | Aleksandr Korchagin 5,30 m                                                                  | Tim Lobinger 5,20 m                                                                                   |
| Saut en longueur                   | Steve Phillips 7,91 m                                                                             | Matias Ghansah 7,82 m                                                                       | Georg Ackermann 7,74 m                                                                                |
| Triple saut                        | Tosi Fasinro 16,68 m (w)                                                                          | Karsten Richter 16,34 m                                                                     | Yaroslav Ivanov 16,34 m                                                                               |
| Lancer du poids                    | Aleksey Shidlovskiy 18,40 m                                                                       | Aleksey Shapran 17,61 m                                                                     | Ralf Kahles 17,12 m                                                                                   |
| Lancer du disque                   | Vladimir Dubrovchik 60,58 m                                                                       | Johannes Kerälä 54,86 m                                                                     | Gennadiy Barsegyan 53,50 m                                                                            |
| Lancer du marteau                  | Ruslan Dikiy 70,06 m                                                                              | Marcel Kunkel 68,94 m                                                                       | Balázs Kiss 68,40 m                                                                                   |
| Lancer du javelot                  | Aleksey Shchepin 75,20 m                                                                          | Jarkko Heimonen 75,00 m                                                                     | Aki Parviainen 74,70 m                                                                                |
| Relais 4 × 100 mètres              | Union soviétique Alex Porkhomovskiy Sergey Osovich Vitaliy Semyonov Konstantin Gromadskiy 39 s 79 | Royaume-Uni David Jackson Mark Richardson Jamie Baulch Darren Campbell 39 s 86              | France Willy Seymour Sébastien Carrat Sébastien Sayé Stéphane Cali 40 s 03                            |
| Relais 4 × 400 mètres              | Royaume-Uni Kent Ulyatt Adrian Patrick Mark Richardson David Grindley 3 min 07 s 22               | Pologne Dariusz Zielenkiewicz Tomasz Czubak Artur Gasiewski Pawel Januszewski 3 min 08 s 18 | Union soviétique Vitaliy Sviridenko Andrey Inozemtsev Ingūns Svikliņš Aleksandr Belikov 3 min 10 s 34 |
| Décathlon                          | Vitaliy Kolpakov 7 813 pts                                                                        | Tomáš Dvořák 7 748 pts                                                                      | Jarkko Finni 7 479 pts                                                                                |

### Filles
| Épreuves                           | Or                                                                                   | Argent                                                                                         | Bronze                                                                                   |
| ---------------------------------- | ------------------------------------------------------------------------------------ | ---------------------------------------------------------------------------------------------- | ---------------------------------------------------------------------------------------- |
| 100 m (Vent : -0,2 m/s)            | Zhanna Tarnopolskaya 11 s 35                                                         | Marcia Richardson 11 s 62                                                                      | Bettina Zipp 11 s 64                                                                     |
| 200 m (Vent : +1,3 m/s)            | Zhanna Tarnopolskaya 23 s 56                                                         | Giada Gallina 23 s 83                                                                          | Katharine Merry 23 s 84                                                                  |
| 400 m                              | Donna Fraser 52 s 54                                                                 | Anja Rücker 52 s 73                                                                            | Wiebke Steffen 53 s 42                                                                   |
| 800 m                              | Aurica Rautu 2 min 04 s 18                                                           | Fabia Trabaldo 2 min 04 s 75                                                                   | Séverine Foulon 2 min 05 s 07                                                            |
| 1 500 m                            | Malin Ewerlöf 4 min 15 s 43                                                          | Fabia Trabaldo 4 min 15 s 58                                                                   | Olga Yegorova 4 min 17 s 09                                                              |
| 3 000 m                            | Gabriela Szabó 9 min 19 s 28                                                         | Gunhild Halle 9 min 22 s 48                                                                    | Milka Mikhailova 9 min 23 s 56                                                           |
| 10 000 m                           | Dörte Köster 35 min 10 s 30                                                          | Inna Kozina 35 min 23 s 68                                                                     | Ana Nanu 35 min 24 s 24                                                                  |
| 100 mètres haies (Vent : -0,4 m/s) | Keri Maddox 13 s 39                                                                  | Petra Huybrechtse 13 s 44                                                                      | Samantha Baker 13 s 61                                                                   |
| 400 mètres haies                   | Nelli Voronkova 56 s 89                                                              | Christina Sonderegger 58 s 06                                                                  | Åsa Carlsson 58 s 23                                                                     |
| 5 000 m marche                     | Yuliya Korolyova 21 min 57 s 60                                                      | Susana Feitor 22 min 00 s 98                                                                   | Natalya Trofimova 22 min 11 s 52                                                         |
| Saut en hauteur                    | Manuela Aigner 1,91 m                                                                | Venelina Veneva 1,91 m                                                                         | Viktoriya Fyodorova 1,91 m                                                               |
| Saut en longueur                   | Oluyinka Idowu 6,60 m                                                                | Lyudmila Galkina 6,54 m                                                                        | Iva Prandzheva 6,50 m                                                                    |
| Triple saut                        | Lyudmila Galkina 13,67 m                                                             | Tatyana Matyashova 13,49 m                                                                     | Elena Dumitrascu 13,31 m                                                                 |
| Lancer du poids                    | Anja Gündler 16,80 m                                                                 | Ilona Gersdorff 16,09 m                                                                        | Olga Iliyna 16,06 m                                                                      |
| Lancer de disque                   | Anja Gündler 60,38 m                                                                 | Natalya Kaptyukh 56,44 m                                                                       | Olena Antonova 54,30 m                                                                   |
| Lancer du javelot                  | Christine Gast 56,30 m                                                               | Nikola Tomečková 55,34 m                                                                       | Steffi Nerius 54,60 m                                                                    |
| Relais 4 × 100 mètres              | Allemagne Katharina Gaus Gabi Rockmeier Birgit Rockmeier Silke Lichtenhagen 44 s 46  | Royaume-Uni Lisa Armstrong Marcia Richardson Donna Fraser Katharine Merry 44 s 57              | Italie Elena Barangani Nadia Guarino Giancarla Marinelli Giada Gallina 45 s 01           |
| Relais 4 × 400 mètres              | Allemagne Andrea Bornscheuer Silvia Steimle Wiebke Steffen Anja Rücker 3 min 35 s 24 | Union soviétique Anna Kozak Natalya Sharova Zhanna Tarnopolskaya Nelli Voronkova 3 min 37 s 30 | Roumanie Georgeta Petrea Laura Itcu Mariana Florea Maria Magdalena Nedelcu 3 min 38 s 45 |
| Heptathlon                         | Natalya Sazanovich 5 896 pts                                                         | Nathalie Teppe 5 868 pts                                                                       | Astrid Retzke 5 694 pts                                                                  |

## Tableau des médailles[1]
- Pays hôte

| Rang  | Nation           | Or | Argent | Bronze | Total |
| ----- | ---------------- | -- | ------ | ------ | ----- |
| 1     | Union soviétique | 14 | 14     | 8      | 36    |
| 2     | Royaume-Uni      | 11 | 4      | 2      | 17    |
| 3     | Allemagne        | 8  | 5      | 12     | 25    |
| 4     | Roumanie         | 2  | 0      | 3      | 5     |
| 5     | Espagne          | 2  | 0      | 2      | 4     |
| 6     | Italie           | 1  | 5      | 3      | 9     |
| 7     | France           | 1  | 2      | 2      | 5     |
| 8     | Suède            | 1  | 1      | 1      | 3     |
| 9     | Chypre           | 1  | 0      | 0      | 1     |
| 9     | Irlande          | 1  | 0      | 0      | 1     |
| 11    | Finlande         | 0  | 2      | 2      | 4     |
| 12    | Tchécoslovaquie  | 0  | 2      | 1      | 3     |
| 13    | Pologne          | 0  | 2      | 0      | 2     |
| 14    | Bulgarie         | 0  | 1      | 3      | 4     |
| 15    | Norvège          | 0  | 1      | 1      | 2     |
| 16    | Pays-Bas         | 0  | 1      | 0      | 1     |
| 16    | Portugal         | 0  | 1      | 0      | 1     |
| 16    | Suisse           | 0  | 1      | 0      | 1     |
| 19    | Yougoslavie      | 0  | 0      | 1      | 1     |
| 19    | Hongrie          | 0  | 0      | 1      | 1     |
| Total | Total            | 42 | 42     | 42     | 126   |